# Mannenkoor

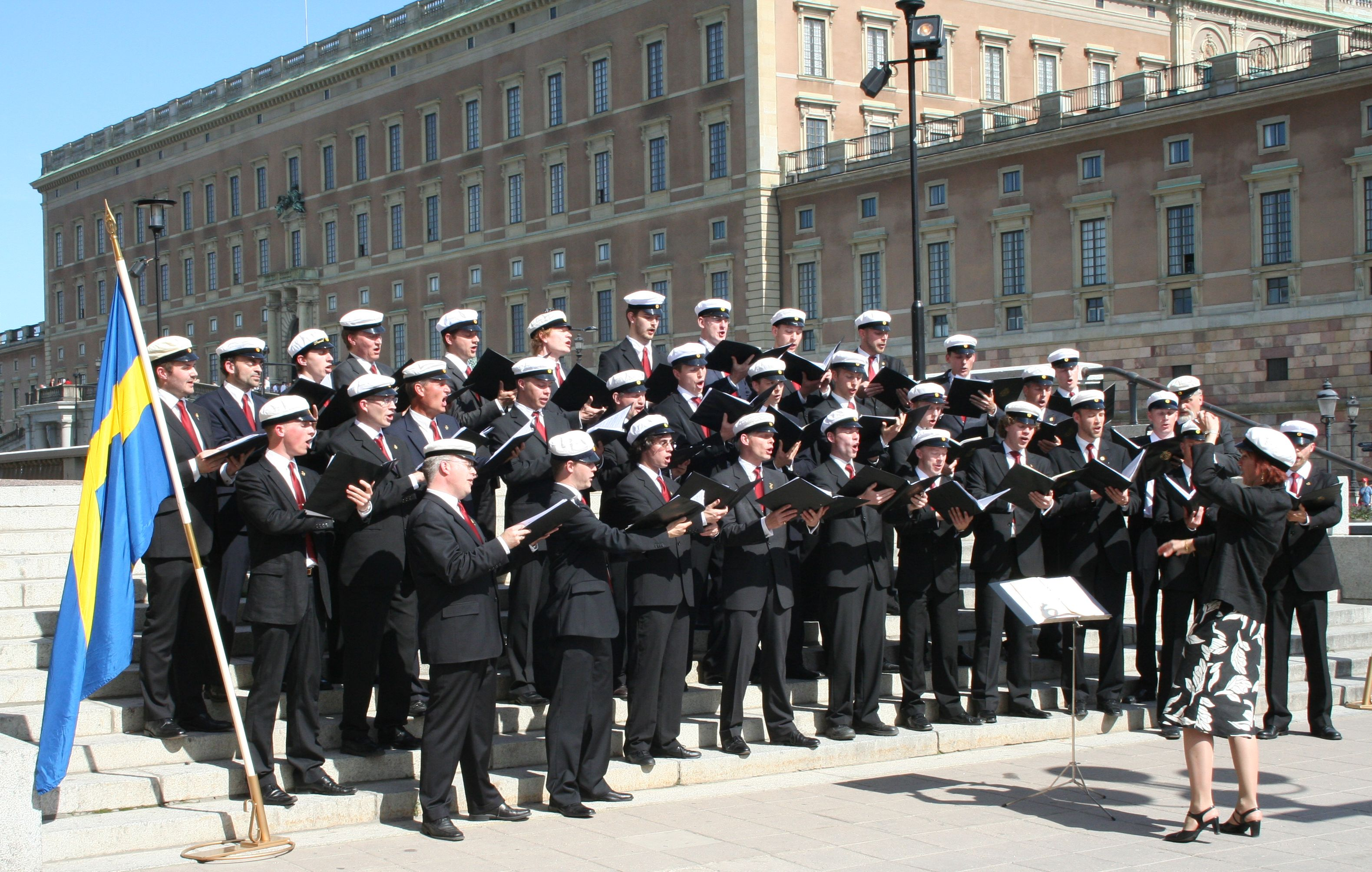
Het mannenkoor van de academie van Stockholm aan het Stockholms slot.

Een mannenkoor is een koor dat uitsluitend uit mannelijke zangers bestaat.

## Historie van mannenkoren
In 1808 stichtte de Zwitser Hans Georg Nägeli een zanginstituut op, met als doel “het volk” door het lied muzikaal op te voeden. In 1810 verbond hij aan deze opleiding een mannenkoor. 
In Duitsland was het Carl Friedrich Zelter (1758 - 1832) die in 1808 met zijn vermaard geworden koor van de Berliner Sing Akademie, het oprichten van mannenkoren in beweging zette. In navolging ontstonden in België en Nederland ook gezelschappen, waarin mannen, gezeten rond de tafel, onder het genot van een glas bier en onder leiding van de liedmeester, liederen zongen. Hierbij dient te worden aangetekend dat de sfeer en de gezelligheid het in die tijd nog won van de artistieke kwaliteit.
De mannenkoorzang in Nederland kent een oude en rijke traditie. En alhoewel er in de laatste jaren door de opkomst van andere tijdverdrijven een afname is in het aantal zangers is er nog steeds een groot aantal mannen dat door zingen ontspanning vindt. Sommigen uit hoofde van hun geloof, anderen puur uit liefde voor de kunst van het zingen.
Oude Nederlandse mannenkoren zijn: Koninklijke Zangvereeniging Rotte's Mannenkoor en Koninklijke Zangvereniging Mastreechter Staar en KMK Cecilia 1837 Vaals en het Koninklijke Zangvereniging Nijmeegs Mannenkoor opgericht in 1859. Nederlands oudste mannenkoor is het Koninklijk Haarlems Mannenkoor Zang en Vriendschap uit Haarlem. Het koor werd op 20 februari 1830 opgericht door de muzikale hoefsmid J.E.Schmitz, die het koor het motto meegaf: Doel van ons verenigd pogen, is zang door vriendschap te verhogen.
Inmiddels is ontdekt dat er in Mook, Noord Limburg, een nog ouder Mannenkoor is. De Broederschap van de Sanghers te Mook is opgericht in 1743. Dit koor mag zich dus het tot op heden bekende oudste mannenkoor van Nederland genoemd worden. (zie Broederschap van de Sanghers)
In de jaren 90 ontstond in het oosten van Nederland het Mannenkoor Karrespoor in het dorp Tuk. Zij behaalden met relatief simpele rocknummers over het boerenland, koeien en alcohol enkele nationale hits.
In Nederland zijn de meeste mannenkoren aangesloten bij het KNZV, het Koninklijk Nederlands Zangers Verbond deze vereniging is verdeeld over diverse verenigingen waarbij het KNZV-Limburg verreweg de grootste is.